# Сукре (департамент)
Департамент Сукре (ісп. Departamento de Sucre) — департамент Колумбії, розташований на півночі країни. Межує з департаментом Кордова на заході та Маґдалена на сході, омивається Карибським морем на півночі. Столиця департаменту — Сінселехо.
| Колумбія | Це незавершена стаття з географії Колумбії. Ви можете допомогти проєкту, виправивши або дописавши її. |